# 王貢
王貢（?—?），一作王真。東晉人。
早年是荊州刺史陶侃的參軍。建兴元年（313年），賊寇王冲自封为荆州刺史，据江陵。王貢假傳陶侃命令，任命杜曾為前鋒大都督，擊殺王沖，再併其部眾。陶侃召见杜曾，但杜曾不敢去见，王贡担心假传命令的事惹罪，就和杜曾举兵造反。接著，杜曾、王貢再大敗陶侃軍，在沔口又击败朱伺。最後投奔杜弢。王貢奔襲沔陽（今湖北沔陽西南），周顗失守。陶侃於阵前劝降王真，並截髮為信，王貢投降。弢軍潰敗，杜弢遁走，死於道上。晉軍遂定湘州。